# Base chaude opérationnelle du Tricastin

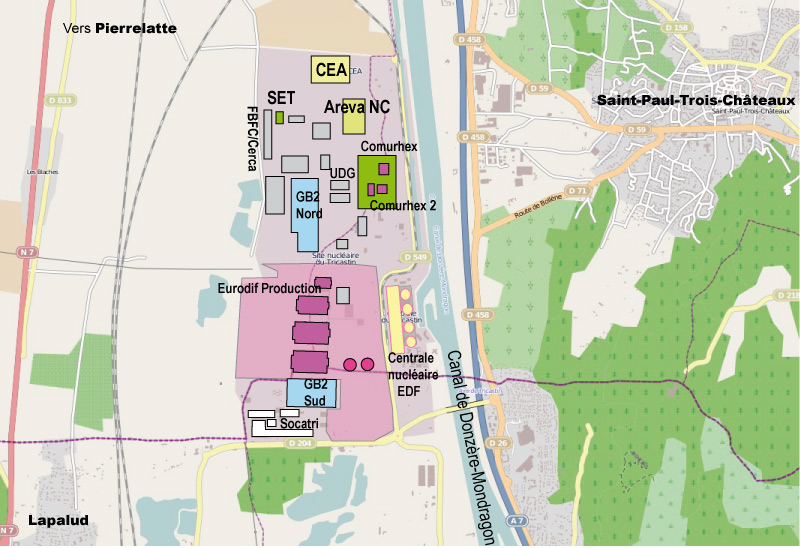
Les installations du site nucléaire du Tricastin

La Base chaude opérationnelle du Tricastin (BCOT) est une installation nucléaire située sur le site nucléaire du Tricastin spécialisée dans la maintenance nucléaire. Elle entretient et entrepose des matériels et outillages provenant des circuits et matériels contaminés des réacteurs électronucléaires, à l'exclusion d'éléments combustibles, et notamment les tubes guides, les outillages d'intervention, les matériels voués au démantèlement et les couvercles de cuve. 

## Histoire
L'installation est créée par décret du 29 novembre 1993. Son exploitation est autorisée en février 1995 et l'installation est mise en service définitive en octobre 2000  .

## Descriptif
Une dizaine d'agents EDF et une vingtaine d'employés de la société Socatri en assurent le fonctionnement.

## Sûreté

### Risques
Les principales matières nucléaires manipulées sont le cobalt 58, cobalt 60 et le manganèse 54.

### Accidents
Le 8 octobre 2018, un incendie éclate au sein de la BCOT.